# Jagdfliegerführer Holland-Ruhrgebiet
Jagdfliegerführer Holland-Ruhrgebiet war ab dem 1. Februar 1942 die Bezeichnung einer Dienststellung bzw. einer Kommandobehörde auf Brigadeebene der deutschen Luftwaffe im Zweiten Weltkrieg. Ihre Hauptaufgabe war die Luftkriegsführung und die Luftraumverteidigung gegen die Westalliierten.

## Geschichte
Die Kommandobehörde des Jagdfliegerführers Holland-Ruhrgebiet wurde am 1. Februar 1942 in Amsterdam-Schiphol, in den deutschbesetzten Niederlanden, aufgestellt. Sie führte die Jagdverbände die im Bereich der Niederlande und des Ruhrgebiets stationiert waren und nahm die Luftraumverteidigung in diesem Bereich wahr. Sie war dem Jagdfliegerführer Mitte des Luftwaffenbefehlshabers Mitte unterstellt. Am 7. Dezember 1943 wurde die Kommandobehörde aufgelöst.

## Jagdfliegerführer
| Dienstgrad     | Name            | Datum                                  |
| -------------- | --------------- | -------------------------------------- |
| Oberstleutnant | Karl Vieck      | 1. Februar 1942 bis 14. August 1942    |
| Oberst         | Walter Grabmann | 20. August 1942 bis 11. November 1943  |
| Oberst         | Martin Mettig   | 11. November 1943 bis 7. Dezember 1943 |

## Unterstellte Verbände
| 1. Januar 1943        | Flugzeuge | Flugzeuge | Flugzeugtypen                                                                                   | Liegeplatz       | Lage               |
| 1. Januar 1943        | Soll      | Ist       | Flugzeugtypen                                                                                   | Liegeplatz       | Lage               |
| Stab/Jagdgeschwader 1 | 4         | 2         | Focke-Wulf Fw 190A-3 Focke-Wulf Fw 190A-4                                                       | Stade            | 53.561333 9.498333 |
| I./Jagdgeschwader 1   | 50        | 3 1 30    | Messerschmitt Bf 109F-4 Messerschmitt Bf 109F-8 Messerschmitt Bf 109E-7 Messerschmitt Bf 109G-1 | Jever            | 53.5334 7.888667   |
| II./Jagdgeschwader 1  | 50        | 41        | Focke-Wulf Fw 190A-4                                                                            | Woensdrecht      | 51.43333 4.35      |
| 10./Jagdgeschwader 1  | 16        | ?         | Focke-Wulf Fw 190A-4                                                                            | Deelen           | 52.05416 5.875     |
| 11./Jagdgeschwader 1  | 16        | ?         | Focke-Wulf Fw 190A-4                                                                            | München-Gladbach | 51.1805 6.393055   |
| Insgesamt             | 136       | 79+       |                                                                                                 |                  |                    |

Anmerkungen
1. ↑  Sollstärke nach Kriegsausrüstungsnachweis
2. ↑  Iststärke (die tatsächlich in der Einheit vorhandenen Flugzeuge)